# 제29회 미국 작가 조합상
제29회 미국 작가 조합상은 1976년 뛰어난 활동을 보인 영화 작가를 기리기 위해 1977년 3월에 열린 시상식이다. [서부]LA, 비벌리힐튼 호텔/[동부]뉴욕, 에섹스하우스에서 개최되었다.

## 수상 및 후보

### 각본상
- 네트워크 - 패디 체이예프스키 수상
- 꼴찌 야구단(영어판) - 빌 랭커스터 수상

### 각색상
- 핑크 팬더 4 - 핑크 팬더의 역습 - Frank Waldman 수상
- 모두가 대통령의 사람들 - 윌리엄 골드먼 수상

### 월계수상
- 샘손 라파엘슨 수상

### 발렌타인 데이비스 상
- 칼 포먼 수상

### 모건 콕스 상
- 허버트 베이커 수상